# Arndorf (Gemeinde Pöggstall)
Arndorf ist eine Ortschaft und eine Katastralgemeinde der Gemeinde Pöggstall im Bezirk Melk in Niederösterreich. Die Ortschaft hat 35 Einwohner (1. Jänner 2024). Bis Ende 1965 war Arndorf eine selbständige Gemeinde.

## Geografie
Das Dorf liegt nordwestlich von Neukirchen am Ostrong auf einer kleinen Anhöhe (738 m ü. A.). Zur Ortschaft zählt auch die Lage Riedersdorf und der Zentralforstgarten der Bundesforste.

## Geschichte
Im Jahr 1822 wurde der Ort als Dorf mit 16 Häusern genannt, das nach Neukirchen eingepfarrt war, wohin auch die Kinder eingeschult wurden. Die Herrschaft Arndorf besaß die Ortsobrigkeit und besorgte die Konskription. Die Landgerichtsbarkeit wurde von der Herrschaft Pöggstall ausgeübt. Nach dem Umbruch 1848 konstituierte sich der Ort als Gemeinde, der auch Brennhof, Gottsberg, Gsteinert, Grub, Höfleshof und Haag angehörten.
Laut Adressbuch von Österreich waren im Jahr 1938 in der Ortsgemeinde Arndorf ein Gastwirt, ein Gemischtwarenhändler, ein Viktualienhändler und mehrere Landwirte ansässig. Zudem bestand im Gutshof Arndorf ein Erholungsheim der Arbeiterkrankenkasse.
Mit 1. Jänner 1966 fusionierten im Zuge der Niederösterreichischen Kommunalstrukturverbesserung die bis dahin selbständigen Gemeinden Arndorf, Bruck am Ostrong und Mürfelndorf zur neuen Gemeinde Neukirchen am Ostrong.

## Sehenswürdigkeiten
- Schloss Arndorf, ein im Kern gotischer, schlossartig ausgebauter Gutshof